# Chacabuco (1898)
Chacabuco byl chráněný křižník postavený v britských loděnicích pro chilské námořnictvo. Patřil mezi úspěšnou rodinu křižníků označovanou jako typ Elswick. Ve službě byl v letech 1902–1950. Dosloužil při výcviku.

## Stavba

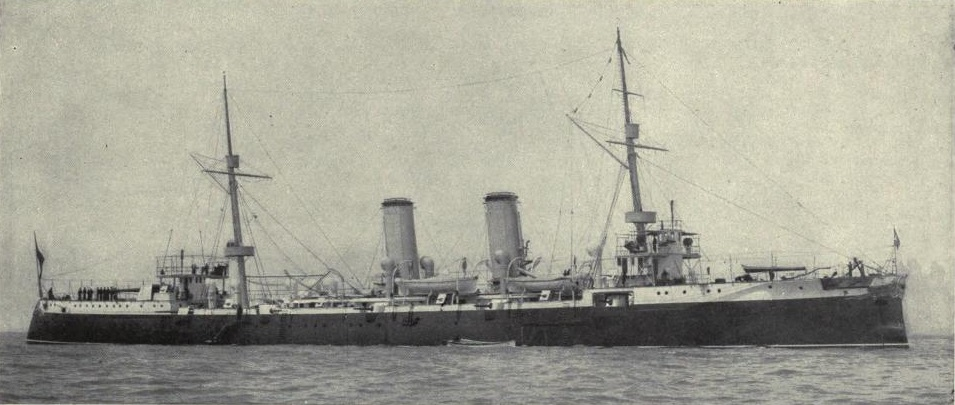
Chacabuco

Plavidlo navrhl britský konstruktér Philip Watts. Společnost Armstrong Whitworth jej postavila z vlastní iniciativy v loděnici v Newcastle. Kýl plavidla byl založen 14. srpna 1896 a křižník byl na vodu spuštěn 14. července 1898 pod názvem Fourth of July. V lednu 1899 nabídku na něj odmítlo britské královské námořnictvo. V době jeho dokončování jej zakoupilo Chile. Do služby byl přijat 17. ledna 1902. Sesterská loď křižníku Chacabuco byla zakoupena Japonskem jako Takasago.

## Konstrukce

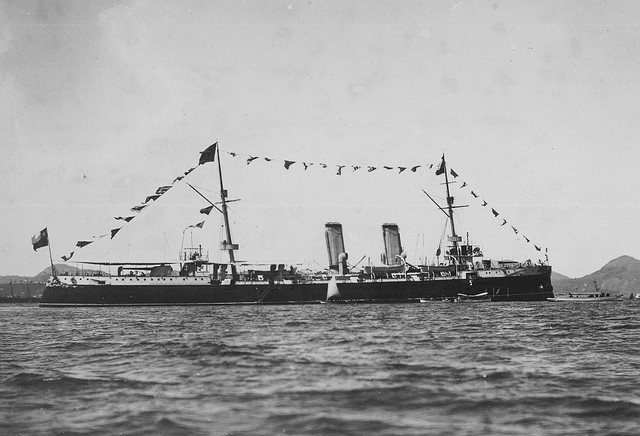
Chacabuco

Křižník měl trup opatřený příďovým klounem. Pro pancéřování byla využita harveyovaná ocel. Výzbroj tvořily dva 203mm kanóny, deset 120mm kanónů, dvanáct 76mm kanónů, šest 47mm kanóny a tři 457mm torpédomety (jeden příďový a dva na bocích trupu). Pohonný systém tvořilo osm cylindrických kotlů a dva parní stroje s trojnásobnou expanzí o výkonu 15 700 ihp, pohánějící dva lodní šrouby. Nejvyšší rychlost dosahovala 23 uzlů. Dosah byl 7200 námořních mil při rchlosti 10 uzlů.

### Modifikace
V letech 1939–1941 byl křižník modernizován. Mimo jiné dostal nový můstek a byl přezbrojen šesti 152mm kanóny a deseti protiletadlovými 20mm kanóny.